# Río San Juan (Dominikanische Republik)
Río San Juan ist ein Ort an der Nordküste der Dominikanischen Republik in der Provinz María Trinidad Sánchez. Er liegt  an der Küstenstraße von Puerto Plata nach Nagua.
Die touristischen Attraktionen sind die Laguna Gri-Gri und die unweit von Río San Juan gelegenen Strände Playa Caletón und Playa Grande in östlicher Richtung sowie Bahía Esmeralda und Playa Ermita in westlicher Richtung.
Die ärmeren, von der dominikanischen Bevölkerung bewohnten und touristisch nicht erschlossenen Ortsteile Río San Juans haben zum Teil ironische Namen wie Nueva York Chiquito, El Bronx, Acapulco, Buenos Aires und Vietnam.
Der Karneval von Río San Juan wird Carnaverengue genannt – eine Kombination der Wörter Carnaval und Merengue.